# Huawei Watch
Lo Huawei Watch è uno smartwatch prodotto da Huawei.
Venne annunciato al Mobile World Congress del 2015 e fu il primo smartwatch di Huawei.
Il dispositivo è compatibile con Android 4.3 e versioni successive e con iOS 8.2 e versioni successive.

## Sensori
Huawei Watch è dotato di sensore di movimento (accelerometro + giroscopio) a 6 assi, sensore di frequenza cardiaca e barometro.

## Hardware e software
Il dispositivo è dotato di CPU Qualcomm Snapdragon 400, memoria RAM da 512 MB e memoria interna da 4 GB. A livello software è equipaggiato con Android Wear, versione per indossabili dell'OS di Google.